# Каніфоль

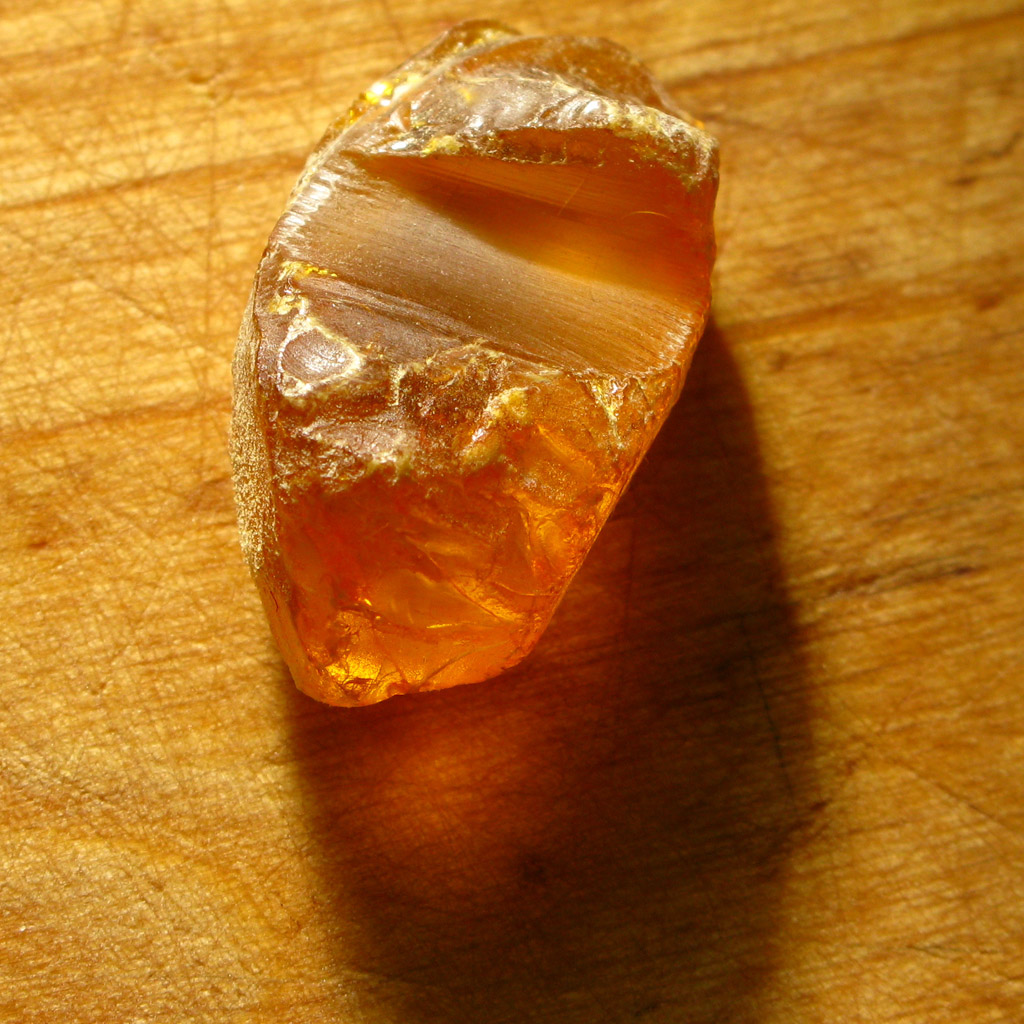
Каніфоль

Структура абієтинової кислоти — основного компоненту каніфолі

Каніфо́ль (від назви давньогрецького міста Колофон), га́рпіус (від нід. harpuis) — крихка, скловидна, аморфна, з раковинним зламом маса від темного-червоного до світлого-жовтого кольору. Входить до складу смол хвойних дерев і отримується як залишок після відгону із них летких частин. Сильнополярна смола.
Каніфоль розчиняється в органічних розчинниках (спирті, етері, бензолі, хлороформі), не розчиняється у воді. Температури розм'якшення і плавлення залежать від складу (джерела) і коливаються в межах 50—70 °C і 100—120 °C відповідно. Складається з суміші (у вмісті переважають смоляні кислоти (80-95 %)) ненасичених кислот, основна з яких — абієтинова кислота (C19H29COOH). Каніфоль не має вираженої точки плавлення і застигання.
Каніфоль і її похідні застосовують для проклейки паперу і картону, як емульгатор у виробництві синтетичного каучуку, гуми, пластмас, штучної шкіри, лінолеуму, мила, лаків і фарб, електроізоляційних мастик і компаундів. Застосовують також як флюс у лудінні і паянні. Крім того, каніфоллю натирають смички струнних музичних інструментів, взуття балерин.